# Haemerosia renifera
Haemerosia renifera là một loài bướm đêm trong họ Noctuidae.